# Antonín Formandl
Antonín Formandl (28. května 1882 Hodonín – 20. listopadu 1931 Brodek u Přerova) byl továrník v městysi Brodek u Přerova, filantrop, vicepresident olomoucké Obchodní a živnostenské komory, celní rada, člen Československé ústřední rady železniční, člen předsednictva České obce sokolské, předseda České sportovní společnosti v Olomouci, funkcionář Československé národní demokracie, člen Okresního Národního výboru v Moravské Ostravě, zakládající člen Spolku Národního divadla Moravsko-slezského aj.

## Mládí
Antonín Formandl se narodil 28. května 1882 v Hodoníně, kde se v domku jeho děda Ignáce narodil TGM. Ve 4 letech mu umřel otec (1853–1887), když se jako člen komise pro živelné pohromy nachladil při pochůzce. Antonín vychodil v Hodoníně českou obecnou školu a německou měšťanskou školu. Ve 14 letech se s matkou a sestrou přestěhoval do Vídně a nechal se zapsat do Petzeltovy obchodní školy. V 17 mu umřela matka (1854–1899).

## Zaměstnání
Nejprve v malé továrně na židle ve Veselí, potom v brněnské firmě Samuela Cerkoviče. Za sirotčí peníze si udělal vojenský kurz jako jednoroční dobrovolník, aby v případě odvodu mohl sloužit jako důstojník. Cerkovič ho pak v rámci školení na ředitelské místo poslal ke svému bratru do vídeňské pobočky své firmy. Bydlel u rodiny Grübäckové a vstoupil do spolku katolické mládeže. Pak přešel jako šéf kanceláře k vídeňské farmaceutické firmě Hammer a Voršak majitele Felixe Pfeifera ve III. okrese. V Českoslovanském zpěváckém spolku ve Vídni Lumír se seznámil s budoucí manželkou Martou Pelikánovu, která též navštěvovala Petzeltovu obchodní školu a roku 1905 se s ní ve Vídni oženil. Roku 1909 byl hlavním účetním mlýna Vinko Majdiče v jugoslávském Kranj, kde v místním Sokole působil jako cvičitel a jako člen zdejší Narodne čitalnice také hrál divadlo. Nejpozději roku 1912 již byl prokuristou chemické továrny Luttnar v Moravské Ostravě. Členem zdejší sokolské jednoty byl od roku 1909. Byl zde též zakládajícím členem Spolku Národního divadla Moravsko-slezského a byl první, kdo se přihlásil s větším obnosem k zřízení divadla. Stanul tehdy v jeho výboru jako divadelní referent. Roku 1916 stanul v pracovním výboru tehdy založeného Ústředního svazu rakouského chemického a hutního průmyslu - Zentralverband der chemischen und metallurgischen Industrie Oesterreichs. Ještě jako ředitel firmy Luttnar se přihlásil k hospodářské spolupráci s Národnímu výborem, členem Okresního národního výboru v Moravské Ostravě se stal již roku 1918 kooptován jako zástupce České sociálně demokratické strany.

## Továrníkem v Brodku u Přerova
Brodecká pobočka firmy August Luttnar, Moravská Ostrava, byla 16. listopadu 1918 převedena na jejího dosavadního ředitele, který v tisku 23. 11. 1918 oznámil její převzetí do svého majetku.  Od počátku roku 1920 nesla firma název Chemická továrna a impregnace dřeva A. Formandl, Brodek. Nový majitel postupně rozšířil plochu závodu, v roce 1919 zřídil podnikovou železniční vlečku, kterou ještě v letech 1921 a 1930 rozšířil. Továrna se věnovala výrobě technických tuků, leštidel a cídidel, barev a laků a zejména impregnaci železničních pražců a telegrafních sloupů. Součástí areálu továrny byla i tzv. Luttnarova vila, vystavěná předchozím majitelem továrny, s parkovou úpravou okolí a soukromým tenisovým kurtem. Roku 1923 měla Chemická továrna a impregnace dřeva Antonína Formandla s prokuristy Bohumilem Ležatkou (továrníkův švagr) a Antonem Mühl svůj poboční závod: v Praze na Královských Vinohradech, Korunní třída 47. Později byly filiálky v Praze Nuslích a na Slovensku v obci Kysak Obyšovce.
Továrník Formandl byl štědrým podporovatelem své obce, kde postavil nákladem více než miliónu korun sokolovnu, kam byla umístěna i Masarykova knihovna a čítárna městyse Brodku u Přerova, jejíž knihovní rady se stal místopředsedou. V srpnu roku 1920 se započalo se stavbou a roku 1921 sokolovna stála. Roku 1921 byl zvolen starostou jednoty, roku 1922 starostou Středomoravské župy Kratochvílovy v Přerově a roku 1925 členem předsednictva ČOS. V obci financoval chod mateřské školy a zasloužil se i o vybudování měšťanské školy. Podle zápisu v kronice byla založena soukromá mateřská škola v roce 1920 místním továrníkem Antonínem Formandlem, který ji finančně zajišťoval. Do této mateřské školy byl zapsáno 44 dětí a byla nejprve prozatímně umístěna v budově měsťanské školy, později natrvalo v budově zrušeného hostince. Po smrti A. Formandla nemohla obec z finančních důvodů mateřskou školu provozovat, a proto byla v roce 1932 uzavřena.
Byl známým menšinovým podporovatelem. Vedle mateřských škol v Moravské Ostravě , kde je později jmenován čestným členem spolku jejich učitelek, podporoval vydatně i menšinovou mateřskou školku v Nemilanech u Olomouce, kam s rodinou často zajížděl. Tamní odbor Národní Jednoty mu vícekrát vystavil své díky. Celoroční provoz menšinové školky z popudu Národní Jednoty hradil též v Kyselově u Olomouce. Roku 1922 byl zvolen do Ústředního výboru Národní Jednoty v Olomouci.
Ve svém domě v Brodku pravidelně na celé prázdniny v ozdravném programu Českého Srdce hostil chudé děti z českých vídeňských rodin a z Těšínska, kterým také vždy daroval oděv a obuv a jeho manželka pro děti vařila. Roku 1922 také přispěl obnosem 1000 korun na Vlastenecký spolek muzejní v Olomouci.
Následkem požáru v září 1923 utrpěla firma A. Formandla škodu přes 600 000 Kč; finanční nesnáze skončily vyrovnávacím řízením. Po dalších pět let pracoval podnik naplno, bylo zde zaměstnáno 280 osob.
Podle nekrologu "Formandl patřil mezi nejvýznačnější národohospodářské autority v republice. Od převratu (1918) byl členem a od roku 1926 viceprezidentem olomoucké Obchodní a živnostenské komory, která v něm měla nenahraditelného člena. Byl jedním z nejvýznačnějších členů Československé Ústřední Rady Železniční v Praze, kde jeho názory a slova bývaly vždy rozhodnými." Dále byl předsedou místní skupiny Ústředního svazu čs. průmyslníků. Od jejího ustanovení roku 1920 byl členem československé celní rady.  1928 se jako předseda přípravného výboru stává jednatelem nové místní skupiny Masarykovy Letecké Ligy v Brodku.

### Obrana Jakuba Demla
Roku 1925 Antonín Formandl velmi odvážně vystoupil článkem ve Zpravodaji Sokolské župy Středomoravské, ve které byl starostou, na obranu Jakuba Demla, když na něj v jeho sokolském období bylo útočeno pro jeho kněžství. Článek uzavřel: „Bojujme proti špatným zásadám a špatným činům, nesuďme však svědomí svých bratrů a sester; k tomu schází nám vševědoucnost a neomylnost.” Deml pak článek otiskl ve svých Šlépějích.
V roce 1928 poklesly s nastupující hospodářskou krizí objednávky pražců. V březnu roku 1929 informoval tisk, že československé továrny na impregnováni dřeva založily v Praze společnou prodejnu ve formě společnosti s r. o. pod firmou ”Prodimp", s kmenovým kapitálem 250.000 Kč, jejímž předsedou byl zvolen továrník A. Formandl z Brodku. Výpadek objednávek Formandlovy továrny měl být nahrazen vybudováním nového oddělení na výrobu pryžového zboží. Projekt mohl být uskutečněn až v roce 1931, protože požár 6. května 1929 zničil v oddělení barev a laků varnu olejů a její obnova si vyžádala značných nákladů. Firma postupně nemohla dostát ani nejnaléhavějším finančním závazkům, další úvěry se již nepodařilo obstarat.

### Dopis Karla Kramáře
Jako věrný stoupenec strany a čelný funkcionář byl roku 1929 A. Formandl na kandidátní listině Československé národní demokracie (s předsedou Karlem Kramářem) na 8. místě volebního kraje Olomouc. V září roku 1930 mu Karel Kramář v osobním dopise vzdal srdečné díky „za dosavadní nadšenou, vytrvalou a obětavou práci pro Sokolstvo a naši věc národní i pro rozvoj naší strany” a prosil ho, aby v ní nadále vytrval. Kramář dopis napsal proto, že se Formandl patrně ohradil proti kritice projevu starosty Sokola Scheinerra z pera Jana Eberta v Národní Myšlence.  Formandl byl také jedním ze zakladatelů a obětavých členů Tiskařského a vydavatelského družstva Obzor v Přerově. Ačkoliv byl národním demokratem, nesouhlasil v posledních letech s politikou strany a vystupoval zvláště proti fašistickým živlům ve straně.

### Hostitel bratrů Koželuhových
Dne 25. května 1930 se jako předseda České sportovní společnosti v Olomouci (CSS) a díky svým společenským stykům zasloužil o návštěvu sportovce světového formátu, Karla Koželuha v Olomouci. Hostil ho i s bratrem Janem ve své vile, kde přenocovali. Druhý den se zde ještě konal slavnostní oběd s ostatními funkcionáři CSS. (O návštěvě podrobně referoval deník Pozor.) Formandl byl v roce 1930 zvolen v pořadí třetím předsedou České sportovní společnosti v Olomouci, ale v polovině správního období ustal ve své činnosti pro neshody České obce sokolské s Českou lawn-tennisovou asociací. Vedle svého oblíbeného tenisu byl obětavým podporovatelem veškerého sportovního dění. Již v roce 1922 věnoval 10 000 Kč na zřízení sportovního stadionu v Olomouci. Za jeho působení doznala ČSS v Olomouci všestranného rozkvětu.
Dle Společenského adresáře pro roky 1930–31 byl členem Pánského Klubu v Brně, který zde vznikl po anglickém vzoru. Dne 20. prosince 1930, byl na ustavující valné hromadě zvolen předsedou spolku „Dětská ozdravovna Charlotty Masarykové“ v Čekyni u Přerova.

### Řešení krize obchodem s Ruskem
V dubnu 1931 průmyslník podal na plenární schůzi Obchodní a živnostenské komory pilný návrh na řešení hospodářské krize jako první národní demokrat – uznání Ruska de jure. Vystoupil tak proti názorům Kramářovým a většiny strany. Návrh vyvolal pobouření ale návrh ani po žádosti neodvolal a očekávalo se tedy, že bude Formandl volán k zodpovědnosti. Formandl pravil:
„Mravní argument ztrácí, při veškeré úctě k němu, na významu, uvážíme-li, že není snad státu, který by ruským režimem byl nadšen, že však všude rozlišuje se mezi tímto odporem, vyjadřovaným více méně účinnou diplomatickou akcí, někde i veřejností podporovanou a mezi hospodářskými nezbytnostmi, jimž dává se výraz čilým exportem do Ruska. V tomto prostředí nemůžeme dělati politiku hospodářské negace. Idealismem nelze nasytiti statisíce nezaměstnaných a tak nezbývá ani nám nic jiného, než abychom těžili z konsumní schopnosti ohromného ruského odbytiště“.
Antonín Formandl, České slovo. Olomouc, 1931(120), s. 4. ISSN 2694-863X.
8. října 1931 na setkání zástupců zájmových skupin, úřadů a veřejných funkcionářů kvůli zmírnění velké hospodářské krize hrozící Ostravsku, jako místopředseda olomoucké Hospodářské komory varoval Antonín Formandl před snižováním státního rozpočtu, čímž by prý trpěla zaměstnanost, a žádal, aby byla uzavřena půjčka, jež by byla výhodnější, než brzdění podnikání snižováním státního rozpočtu.

### Sebevražda
Těsně přes smrtí měl být jmenován členem státní komise pro povolování státních úvěrů. Továrník Formandl ukončil svůj život ve své vile ranou z revolveru 20. listopadu 1931 v 9 hodin ráno. Příčinou sebevraždy byly finanční nesnáze, do nichž se továrník dostal při rozšiřováni své továrny o gumárnu. Vystupňovalo se tehdy nekryté zadlužování továrny až do výše 5 miliónů, které probíhalo již od roku 1924, kdy vzniklo finanční spojení a subvencování firmy Formandl Rolnickou záložnou v Brodku. Pohřeb zesnulého se konal v neděli v 15. hod. v Brodku, odkud byl převezen k zpopelnění do Moravské Ostravy. Byl jedním z prvních průkopníků pohřbívání žehem na Moravě. Pohřbu účastnilo se více než 3000 osob. Následkem konkurzu firmy musela Rolnická záložna v Brodku od března do konce prosince 1932 vyhlásit příročí, během něhož ale obnovila svoji finanční rovnováhu tak, že vkladatelé ani podílníci nebyli poškozeni. Provoz továrny byl omezen na impregnaci, ale k roku 1938 bylo již zachováno 60% výroby, která byla zařízena na produkci 300 000 kusů pražců a 20 000 m³ telegrafních sloupů.